# Rivando Bezerra Cavalcanti
Rivando Bezerra Cavalcanti (Bananeiras, 11 de agosto de 1929 - João Pessoa, 16 de junho de 2016) foi um desembargador brasileiro
Governou o Estado da Paraíba entre 15 de maio e 14 de junho de 1986 quando presidia o Tribunal de Justiça do Estado, pela vacância dos cargos do executivo.

## Biografia
Formado em Direito pela Faculdade de Direito do Recife, exerceu a função de Promotor Público na cidade de Alagoa Grande, Delegado de DOPS e iniciou a carreira de Juiz em 1956 e aposentando-se, por idade, em 1999.
Como juiz, ocupou vários cargos, entre eles, a presidencia do Tribunal Regional Eleitoral em duas oportunidades, de fevereiro de 1980 a fevereiro de 1981 e de fevereiro de 1994 a fevereiro de 1995, e a presidencia do Tribunal de Justiça da Paraíba, eleito em 19 de novembro de 1984 tendo assumido no dia 12 de fevereiro de 1985 e exercendo o cargo até 1987. Também exerceu a atividade de professor, na Universidade Federal da Paraíba.. 